# Пластинчаста окремість

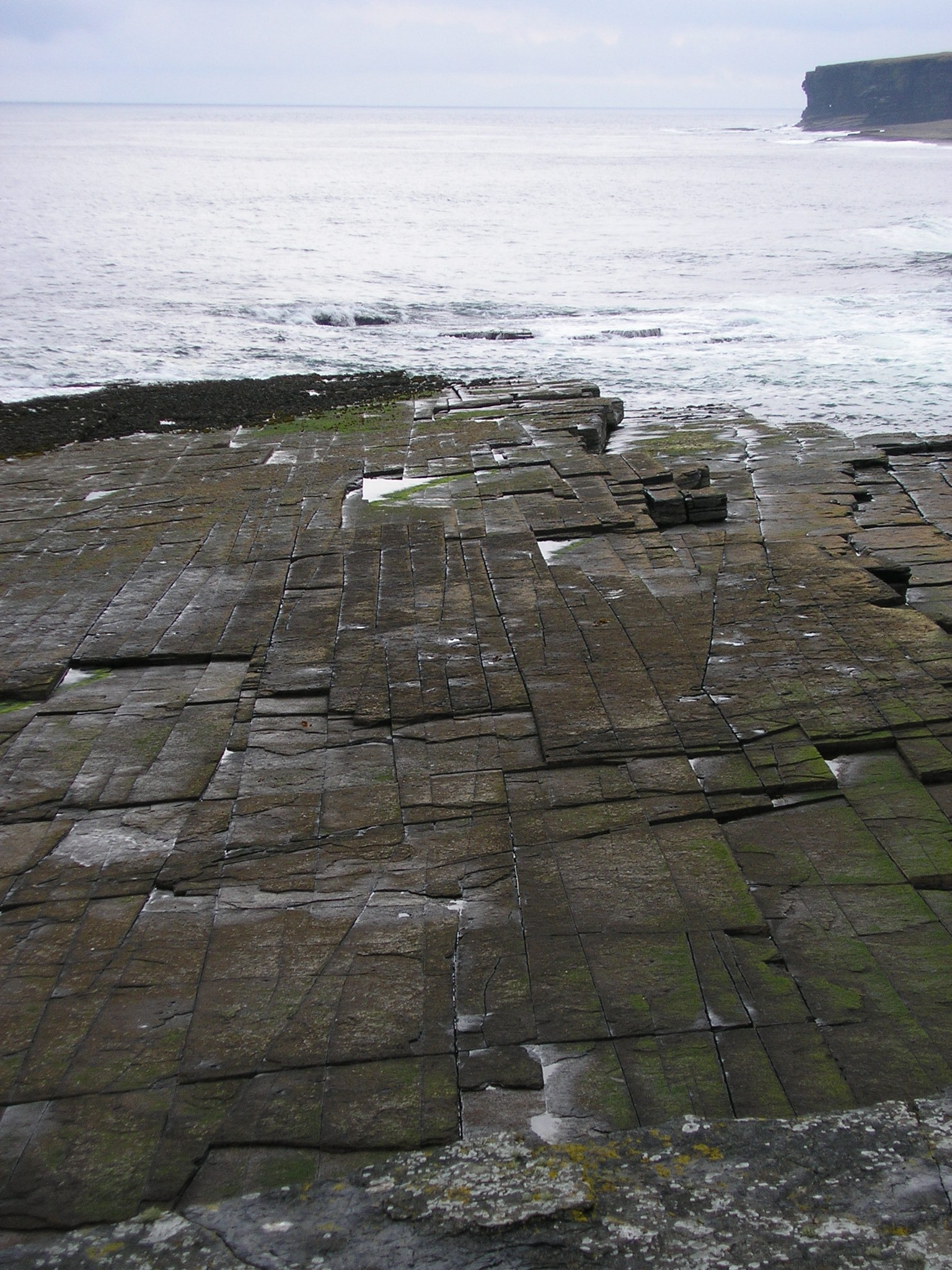
Пластинчаста окремість. Шотландія

Окремість пластинчаста — окремість гірських порід, яка має пластинчасту та плитчасту форму.
Інша назва: окремість плитнякова.